# Pfrimmer
Pfrimmer & Co. Pharmazeutische Werke Erlangen war der Name eines 1919 gegründeten Unternehmens, das 1991 von der holländischen Nutricia-Gruppe (später Numico) übernommen und dann als Pfrimmer Nutricia GmbH & Co. KG firmierte. Mit der Übernahme von Numico wurde Pfrimmer Nutricia am 1. November 2007 Teil der Medical Nutrition Sparte von Danone.

## J. Pfrimmer & Co (1919 bis 1989)

### Inhaber und Standorte
1919 gründete der Kaufmann Jacques Pfrimmer (* 24. Januar 1891 in Breuschwickersheim, Elsass-Lothringen; † 9. Juli 1953 in Erlangen), zwischen 1930 und 1951 mit den Vornamen Jakob dokumentiert, in Nürnberg das Unternehmen J. Pfrimmer & Co. Handelsgesellschaft. 1931 wurden Jakob Pfrimmer und Wilhelm Surholt als Inhaber, Dr. Walter Kohn als Teilhaber und Rechtsanwalt Dr. Julius Sienauer als stiller Teilhaber genannt.
1929 firmierte das Unternehmen als Spezialfabrik steriler medizinischer Nahtmaterialien / Catgutfabrik. Zwischen 1938 und 1951 nannte sich die Firma  Catgut- und Tutofusinfabrik und im Jahr 1951 J. Pfrimmer &. Co., Chemisch-Bakteriologische Fabrik, Erlangen. 
Von 1951 bis zu ihrem Verkauf durch die Nachfahren von J. Pfrimmer und W. Surholt an den schwedischen Konzern Kabi Vitrum in den Jahren 1988 bis 1991 war die Firma unter dem Namen J. Pfrimmer Pharmazeutische Werke Erlangen bekannt.
Nachdem die Fabrikanlage in Nürnberg 1943 durch Kriegseinwirkungen zerstört worden war, siedelte das Unternehmen nach Kriegsende nach Erlangen um. Ab Anfang der 1970er Jahre existierte im niederbayrischen Plattling eine Produktionsanlage für Infusionslösungen und später für Sondennahrung. Sie wurde bis in die 2000er Jahre von der Firma Baxter-Deutschland genutzt.

### Innovationen auf dem Gebiet der Infusionstherapie und künstlichen Ernährung
Ab 1925 wurde bei Pfrimmer in Zusammenarbeit mit Wolfgang Weichardt, Hygieniker an der Friedrich-Alexander-Universität in Erlangen, die erste, in Deutschland industriell gefertigte Infusionslösung (Tutofusin) hergestellt.
1963 wurde unter dem Namen Aminofusin die erste Infusionslösung zur parenteralen Ernährung mit allen essentiellen und semiessentiellen Aminosäuren in definierter Zusammensetzung, kombiniert mit Kohlenhydraten, Vitaminen und Elektrolyten, registriert.
1969 wurde das als sogenannte „Astronautenkost“ entwickelte Produkt Vivasorb als erstes Produkt zur Verwendung in der enteralen Ernährung auf den Markt gebracht. Die Pfrimmer-Entwicklung fand zwar nie Anwendung in der Raumfahrt, denn sie soll wegen des unangenehmen Geschmacks von den Astronauten abgelehnt worden sein. Doch sie schuf die Grundlage für die moderne medizinische Trink- und Sondennahrung. Die Einführung der ersten bilanzierten Diät in der enteralen Ernährung (Biosorbin MCT) folgte 1974. 1980 wurde Pfrimmer-Viggo als Hersteller von parenteraler und enteraler Technik, von Sonden und Pumpen gegründet und die erste flüssige, gebrauchsfertige Sondennahrung der Marke Biosorb eingeführt. 1986 gründete Pfrimmer mit Ernährungsteam Pfrimmer (später etp Ernährungs-Team Pfrimmer NUTRICIA) eine firmeneigene Pflegeorganisation, die eine Versorgung mit enteraler Ernährung zu Hause ermöglicht.
Die Innovationen der 1960er bis 1980er Jahre wurden maßgeblich durch den damaligen wissenschaftlichen Leiter der Firma, Werner Fekl, initiiert und begleitet.

## Pfrimmer Kabi (1989 bis 1991)
Im Dezember 1988 wurde die Deutsche KabiVitrum GmbH, Tochterfirma des schwedischen Kabi Vitrum-Konzerns, Mehrheitseigner von Pfrimmer & Co. Zum 20. Januar 1989 wurde der Name in Pfrimmer Kabi GmbH & C.KG geändert. Anfang 1991 übernahm Kabi Vitrum Pfrimmer vollständig und verkaufte noch im selben Jahr die ehemalige Diätetik-Sparte von Pfrimmer an den niederländischen Ernährungskonzern Nutricia (später Numico). 1998 gelangte der deutsche Fresenius-Konzern über Pharmacia & Upjohn in den Besitz der ehemaligen Infusionssparte von Pfrimmer.

## Pfrimmer Nutricia (1991 bis 2010)
Nach der Übernahme durch Nutricia wurde die Firmenbezeichnung in Pfrimmer Nutricia geändert. Im Jahr 2002 verlieh Pfrimmer Nutricia erstmalig den Dr.-Werner-Fekl-Preis für klinische Ernährung, heute Nutricia Förderpreis für medizinische Ernährungsforschung.

## Nutricia (seit 2010)
Im Jahr 2010 wurde der Name Pfrimmer als Bestandteil des Firmennamens aufgegeben. Mit der Übernahme von Numico durch Danone wurde Pfrimmer Nutricia am 1. November 2007 Teil der Medical Nutrition Sparte von Danone.

## Jacques Pfrimmer-Gedächtnisstiftung
Pfrimmer gründete 1970 in Erinnerung an seinen Gründer die Jacques Pfrimmer-Gedächtnisstiftung zur Förderung der Forschung auf dem Bereich der Ernährung. Unter anderem finanzierte sie den Erlanger Förderpreis. Ab Juni 2024 wurde die Stiftung liquidiert.